# Березичская Школа-Интернат
Березичская Школа-Интернат (Березичской Школы-Интернат) — село в Козельском районе Калужской области. Входит в состав Сельского поселения «Село Березичский стеклозавод». До 1990 года имело статус посёлка.
Расположено примерно в 1 км к северо-западу от села Березичский Стеклозавод.

## Население
| 2002 | 2010 |
| ---- | ---- |
| 108  | ↘76  |

## Достопримечательности
- Ансамбль усадьбы Оболенских, начало XX века[3]